# Brać Łowiecka
Brać Łowiecka – miesięcznik dla myśliwych i sympatyków łowiectwa wydawany w Polsce przez Oficynę Wydawniczą Oikos Sp. z o.o. Jest drugim, obok Łowca Polskiego, tak obszernym pod względem objętości i tematyki miesięcznikiem z dziedziny łowiectwa.
Pierwszy numer pisma ukazał się w czerwcu 1998 roku.
W miesięczniku Brać Łowiecka, od początku jego pojawienia się na rynku do kwietnia 2008 r., publikowało swoje materiały niemal 500 autorów – przedstawicieli świata nauki, specjalistów z zakresu broni, kynologii, prawa łowieckiego, bacznych obserwatorów przyrody oraz uczestników codziennej łowieckiej rzeczywistości.